# DJ Snake
William Sami Étienne Grigahcine, beter bekend als DJ Snake (Parijs, 13 juni 1986), is een Franse dj en producer van Algerijnse origine.

## Loopbaan
In 2011 en 2013 heeft hij een paar singles voor Lady Gaga geproduceerd. Zijn wereldwijde doorbraak kwam begin 2014 met het nummer "Turn Down For What". In datzelfde jaar remixte hij ook "You Know You Like It" van het Britse duo AlunaGeorge. Die remix werd in 2015 Dancesmash op Radio 538. Zijn derde hit, "Lean On", werd ook Dancesmash en behaalde in Nederland zelfs de eerste positie.

### Encore
Op 5 augustus 2016 bracht de producer zijn debuutalbum Encore uit. De single kwam uit samen met het nummer "Let Me Love You", een samenwerking met Justin Bieber. Vooraf bracht de dj al twee singles uit voor het album Middle en Talk.  In de herfst van 2017 gaf Snake een optreden om zijn thuisstad Parijs te promoten voor de Olympische Zomerspelen van 2024.

### Carte Blanche
Op 23 februari 2018 kwam de single "Magenta Riddim" uit. In september 2018 kwam er een tweede single uit voor zijn tweede album. De single "Taki Taki", een samenwerking met Selena Gomez, Cardi B en Ozuna werd een wereldhit. Op 16 juli 2019 gaf DJ Snake de datum vrij voor zijn tweede album. Het album Carte Blanche kwam uit op 26 juli 2019. Op het album staan nog samenwerkingen met Gucci Mane en Zomboy. Ook werkte hij voor zijn single Loco Contigo met J Balvin.

## Hitnoteringen

### Albums
| Album met hitnotering(en) in de Vlaamse Ultratop 200 albums | Datum van verschijnen | Datum van binnenkomst | Hoogste positie | Aantal weken | Opmerkingen |
| ----------------------------------------------------------- | --------------------- | --------------------- | --------------- | ------------ | ----------- |
| Encore                                                      | 05-08-2016            | 13-08-2016            | 22              | 8            |             |
| Carte blanche                                               | 26-07-2019            | 03-08-2019            | 39              | 8            |             |

### Singles
| Single met eventuele hitnotering(en) in de Nederlandse Top 40 | Datum van verschijnen | Datum van binnenkomst | Hoogste positie | Aantal weken | Opmerkingen                                                                                              |
| ------------------------------------------------------------- | --------------------- | --------------------- | --------------- | ------------ | --- |
| Turn down for what                                            | 18-12-2013            | 24-05-2014            | 21              | 11           | met Lil Jon / Nr. 23 in de Single Top 100                                                                |
| You know you like it                                          | 08-12-2014            | 14-02-2015            | 24              | 14           | met AlunaGeorge / Nr. 23 in de Single Top 100                                                            |
| Lean on                                                       | 02-03-2015            | 21-03-2015            | 1(4wk)          | 33           | met Major Lazer & MØ / Nr. 1 in de Single Top 100 / Hit van het jaar 2015 / Succesvolste Dancesmash ooit |
| Middle                                                        | 2015                  | 31-10-2015            | tip5            | -            | met Bipolar Sunshine / Nr. 41 in de Single Top 100                                                       |
| Let me love you                                               | 2016                  | 13-08-2016            | 1(5wk)          | 25           | met Justin Bieber / Nr. 1 in de Single Top 100                                                           |
| Good day                                                      | 2017                  | 11-03-2017            | tip5            | -            | met Yellow Claw & Elliphant / Nr. 100 in de Single Top 100                                               |
| A different way                                               | 2017                  | 14-10-2017            | 25              | 8            | met Lauv / Nr. 46 in de Single Top 100                                                                   |
| Taki taki                                                     | 2018                  | 13-10-2018            | 4               | 11           | met Selena Gomez, Ozuna & Cardi B / Nr. 31 in de Single Top 100                                          |
| Loco Contigo                                                  | 2019                  | 27-07-2019            | 7               | 15           | met J Balvin & Tyga                                                                                      |
| Selfish love                                                  | 2021                  | 13-03-2021            | tip22           | -            | met Selena Gomez                                                                                         |
| SG                                                            | 2021                  | 06-11-2021            | tip22*          |              | met Ozuna, Megan Thee Stallion & Lisa of Blackpink                                                       |

| Single met hitnotering(en) in de Vlaamse Ultratop 50 | Datum van verschijnen | Datum van binnenkomst | Hoogste positie | Aantal weken | Opmerkingen                                   |
| ---------------------------------------------------- | --------------------- | --------------------- | --------------- | ------------ | --------------------------------------------- |
| Turn down for what                                   | 20-12-2013            | 14-06-2014            | 41              | 9            | met Lil Jon                                   |
| Get low                                              | 15-08-2014            | 30-08-2014            | tip8            | -            | met Dillon Francis                            |
| Lean on                                              | 02-03-2015            | 14-03-2015            | 2               | 33           | met Major Lazer & MØ                          |
| You know you like it                                 | 20-10-2014            | 19-09-2015            | 24              | 8            | met AlunaGeorge                               |
| Middle                                               | 16-10-2015            | 12-03-2016            | 29(2wk)         | 12           | met Bipolar Sunshine                          |
| Talk                                                 | 11-06-2016            | 18-06-2016            | tip4            | -            | met George Maple                              |
| Let me love you                                      | 08-08-2016            | 20-08-2016            | 6(2wk)          | 25           | met Justin Bieber                             |
| The half                                             | 09-01-2017            | 14-01-2017            | tip             | -            | met Young Thug, Jeremih & Swiss Beatz         |
| Good day                                             | 24-02-2017            | 08-04-2017            | tip             | -            | met Yellow Claw & Elliphant                   |
| A different way                                      | 22-09-2017            | 30-09-2017            | tip1            | -            | met Lauv                                      |
| Magenta riddim                                       | 23-02-2018            | 03-03-2018            | tip             | -            |                                               |
| Taki taki                                            | 28-09-2018            | 13-10-2018            | (2wk)           | 18           | met Selena Gomez, Ozuna & Cardi B             |
| Enzo                                                 | 26-04-2019            | 04-05-2019            | tip             | -            | met Sheck Wes, Offset, 21 Savage & Gucci Mane |
| Loco contigo                                         | 14-06-2019            | 27-07-2019            | 9(3wk)          | 21           | met J Balvin & Tyga                           |

### NPO Radio 2 Top 2000
Van DJ Snake stond alleen Lean On (met Major Lazer & MØ) in 2016 in de NPO Radio 2 Top 2000, op plek 1443.
- Bibliothèque nationale de France: cb16987269d (data)
- Gemeinsame Normdatei: 1074474120
- International Standard Name Identifier: 0000 0004 5123 0105
- Library of Congress Control Number: no2014072856
- MusicBrainz: 31445b1e-96f3-4c7f-84ec-dd02e647e690
- Virtual International Authority File: 316876290
- WorldCat: E39PBJtxjx99GvxYKTPBkjRh73